# キノベス!
キノベス!は、紀伊國屋書店が実施している書籍のフェア企画であり、2003年に開始された。一年間のお勧め書籍ベスト30として、対象年度の12月下旬に発表される。主に小説作品などの文芸書を対象とする。
同じく毎年末に発表される、ミステリー小説の各種ランキング（週刊文春ミステリーベスト10、このミステリーがすごい!など）と合わせて、愛書家の恒例行事として知られる。

## 概要
紀伊國屋書店の全スタッフによる公募をもとに、社内の「キノベス！選考委員会」での投票によって選出される。
贈賞式は翌年の2月に、紀伊國屋書店新宿本店の紀伊國屋ホールにて開催され、上位受賞者によるサイン会も同時に行われる。毎年10位までに選ばれた受賞作品は、読売新聞の企画広告や運営事務局が発行する無料配布の「キノベス！小冊子」の表紙となり、30位まで選ばれた各作品の書評が記載される。
2011年開始の紀伊國屋じんぶん大賞、および、2021年開始のキノベス！キッズと併せて発表されている。

## 過去の受賞作品

### 第1回から第10回

#### 第1回 2003年[4]
- 1位 小川洋子『博士の愛した数式』新潮社
- 2位 横山秀夫『クライマーズ・ハイ』文藝春秋
- 3位 伊坂幸太郎『重力ピエロ』新潮社
- 4位 よしもとばなな『デッドエンドの思い出』文藝春秋
- 5位 佐藤和歌子『間取りの手帳』リトル・モア

#### 第2回 2004年[5]
- 1位 恩田陸『夜のピクニック』新潮社
- 2位 伊坂幸太郎『チルドレン』講談社
- 3位 ダン・ブラウン『ダ・ヴィンチ・コード』（越前敏弥訳）角川書店
- 4位 奥田英朗『空中ブランコ』文藝春秋
- 5位 梨木香歩『家守奇譚』新潮社

#### 第3回 2005年[6]
- 1位 奥田英朗『サウスバウンド』角川書店
- 2位 リリー・フランキー『東京タワー：オカンとボクと、時々、オトン』扶桑社
- 3位 伊坂幸太郎『死神の精度』文藝春秋
- 4位 町田康『告白』中央公論新社
- 5位 菊地成孔・大谷能生『東京大学のアルバート・アイラー：東大ジャズ講義録・歴史編』メディア総合研究所

#### 第4回 2006年[7]
- 1位 カズオ・イシグロ『わたしを離さないで』（土屋政雄訳）早川書房
- 2位 万城目学『鴨川ホルモー』産業編集センター
- 3位 小路幸也『東京バンドワゴン』集英社
- 4位 有川浩『図書館戦争』メディアワークス（発売：角川書店）
- 5位 小川洋子『ミーナの行進』中央公論新社

#### 第5回 2007年[8]
- 1位 近藤史恵『サクリファイス』新潮社
- 2位 森見登美彦『夜は短し歩けよ乙女』角川書店
- 3位 松浦寿輝『川の光』中央公論新社
- 4位 内澤旬子『世界屠畜紀行』解放出版社
- 5位 よしながこうたく『給食番長 Cub label』長崎出版

#### 第6回 2008年[9]
- 1位 飯嶋和一『出星前夜』小学館
- 2位 城山三郎『そうか、もう君はいないのか』新潮社
- 3位 和田竜『のぼうの城』小学館
- 4位 アラン・ワイズマン『人類が消えた世界』（鬼澤忍訳）早川書房
- 5位 立川談春『赤めだか』扶桑社

#### 第7回 2009年[10]
- 1位 川上未映子『ヘヴン』講談社
- 2位 小川洋子『猫を抱いて象と泳ぐ』文藝春秋
- 3位 村上たかし『星守る犬』双葉社
- 4位 髙田郁『八朔の雪：みをつくし料理帖』角川春樹事務所〈ハルキ文庫〉／万城目学『プリンセス・トヨトミ』文藝春秋

#### 第8回 2010年[11]
- 1位 ミランダ・ジュライ『いちばんここに似合う人』（岸本佐知子訳）新潮社〈新潮クレスト・ブックス〉
- 2位 佐々木中『切りとれ、あの祈る手を：〈本〉と〈革命〉をめぐる五つの夜話』河出書房新社
- 3位 奥泉光『シューマンの指』講談社
- 4位 朝吹真理子『流跡』新潮社
- 5位 ジェレミー・マーサー（英語版）『シェイクスピア＆カンパニー書店の優しき日々』（市川恵里訳）河出書房新社

#### 第9回 2012年[12]
- 1位 三浦しをん『舟を編む』光文社
- 2位 山崎亮『コミュニティデザイン：人がつながるしくみをつくる』学芸出版社
- 3位 ショーン・タン『アライバル』河出書房新社
- 4位 大野更紗『困ってるひと』ポプラ社
- 5位 フェルディナント・フォン・シーラッハ『犯罪』（酒寄進一訳）東京創元社

#### 第10回 2013年[13]
- 1位 西加奈子『ふくわらい』朝日新聞出版
- 2位 中脇初枝『きみはいい子』ポプラ社
- 3位 横山秀夫『64（ロクヨン）』文藝春秋
- 4位 原田マハ『楽園のカンヴァス』新潮社
- 5位 松家仁之『火山のふもとで』新潮社

### 第11回から第20回

#### 第11回 2014年[14]
- 1位 いとうせいこう	『想像ラジオ』河出書房新社
- 2位 岩城けい『さようなら、オレンジ』筑摩書房
- 3位 松田青子『スタッキング可能』河出書房新社
- 4位 松家仁之『沈むフランシス』新潮社
- 5位 千葉雅也『動きすぎてはいけない：ジル・ドゥルーズと生成変化の哲学』河出書房新社

#### 第12回 2015年[15]
- 1位 佐々涼子『紙つなげ！：彼らが本の紙を造っている』早川書房
- 2位 清水潔『殺人犯はそこにいる：隠蔽された北関東連続幼女誘拐殺人事件』新潮社
- 3位 上橋菜穂子『鹿の王』KADOKAWA
- 4位 西加奈子『サラバ！』小学館
- 5位 ティムール・ヴェルメシュ『帰ってきたヒトラー』河出書房新社
- 6位 アレクサンドラ・ミジェリンスカ他『マップス：新・世界図絵』徳間書店
- 7位 はるな檸檬『れもん、よむもん！』新潮社
- 8位 ヨナス・ヨナソン（英語版）『窓から逃げた100歳老人』西村書店
- 8位 村田沙耶香『殺人出産』講談社
- 10位 島田潤一郎『あしたから出版社』晶文社

#### 第13回 2016年[16]
- 1位 宮下奈都『羊と鋼の森』文藝春秋
- 2位 ランド－ル・マンロ－（英語版）『ホワット・イフ？：野球のボールを光速で投げたらどうなるか』（吉田三知世訳）早川書房
- 3位 住野よる『君の膵臓をたべたい』双葉社
- 4位 東山彰良『流』講談社／ヨシタケシンスケ『もうぬげない』ブロンズ新社
- 6位 九井諒子『ダンジョン飯』KADOKAWA〈ビームコミックス〉
- 7位 西川美和『永い言い訳』文藝春秋
- 8位 小熊英二『生きて帰ってきた男：ある日本兵の戦争と戦後』岩波書店〈岩波新書〉
- 9位 のぶみ『ママがおばけになっちゃった！』講談社／中村文則『教団Ｘ』集英社

#### 第14回 2017年[17]
- 1位 エラ・フランシス・サンダース『翻訳できない世界のことば』（前田まゆみ訳）創元社
- 2位 トーン・テレヘン『ハリネズミの願い』（長山さき訳）新潮社
- 3位 恩田陸『蜜蜂と遠雷』幻冬舎
- 4位 森見登美彦『夜行』小学館
- 5位 本田『ガイコツ書店員 本田さん』KADOKAWA〈MFコミックス・ジーンピクシブシリーズ〉
- 6位 住野よる『また、同じ夢を見ていた』双葉社
- 7位 平野啓一郎『マチネの終わりに』毎日新聞出版／小林由香『ジャッジメント』双葉社
- 9位 村田沙耶香『コンビニ人間』文藝春秋
- 10位 ヨシタケシンスケ『このあと どうしちゃおう』ブロンズ新社

#### 第15回 2018年[18]
- 1位 中村文則『R帝国』中央公論新社
- 2位 今村昌弘『屍人荘の殺人』東京創元社
- 3位 ヨシタケシンスケ『あるかしら書店』ポプラ社
- 4位 辻村深月『かがみの孤城』ポプラ社
- 5位 今村夏子『星の子』朝日新聞出版
- 6位 松村圭一郎『うしろめたさの人類学』ミシマ社
- 7位 村上春樹『騎士団長殺し』新潮社
- 8位 西原理恵子『女の子が生きていくときに、覚えていてほしいこと』KADOKAWA
- 9位 フィル・ナイト『SHOE DOG：靴にすべてを。』東洋経済新報社
- 10位 塩田武士『騙し絵の牙』KADOKAWA

#### 第16回 2019年
2018年12月26日に発表。
- 1位 瀬尾まいこ『そして、バトンは渡された』文藝春秋
- 2位 平野啓一郎『ある男』文藝春秋
- 3位 村田沙耶香『地球星人』新潮社
- 4位 ヨシタケシンスケ（さく）・伊藤亜紗（そうだん）『みえるとか みえないとか』アリス館
- 5位 ベンジャミン・ジェイコブス（英語版）『アウシュヴィッツの歯科医』（上田祥士監訳・向井和美訳）紀伊國屋書店
- 6位 円城塔『文字渦』新潮社
- 7位 木皿泉『さざなみのよる』河出書房新社
- 8位 萩原慎一郎『歌集 滑走路』角川文化振興財団（発売：KADOKAWA）
- 9位 松本ひで吉『犬と猫どっちも飼ってると毎日たのしい』講談社
- 10位 森見登美彦『熱帯』文藝春秋

#### 第17回 2020年
2019年12月26日に発表。
- 1位 ブレイディみかこ『ぼくはイエローでホワイトで、ちょっとブルー』新潮社
- 2位 青柳碧人『むかしむかしあるところに、死体がありました。』双葉社
- 3位 横山秀夫『ノースライト』新潮社
- 4位 劉慈欣『三体』早川書房
- 5位 山崎聡一郎『こども六法』弘文堂
- 6位 砥上裕將『線は、僕を描く』講談社
- 7位 凪良ゆう『流浪の月』東京創元社
- 8位 ハンス・ロスリング他『FACTFULNESS：10の思い込みを乗り越え、データを基に世界を正しく見る習慣』（上杉周作・関美和訳）日経BP社
- 9位 宮口幸治『ケーキの切れない非行少年たち』新潮社〈新潮新書〉
- 10位 小川糸『ライオンのおやつ』ポプラ社

#### 第18回 2021年
2020年12月25日に発表。
- 1位 凪良ゆう『滅びの前のシャングリラ』中央公論新社
- 2位 ディーリア・オーエンズ『ザリガニの鳴くところ』早川書房
- 3位 深緑野分『この本を盗む者は』KADOKAWA
- 4位 矢部潤子『本を売る技術』本の雑誌社
- 5位 ヨシタケシンスケ『あつかったらぬげばいい』白泉社〈MOEのえほん〉
- 6位 伊坂幸太郎『逆ソクラテス』集英社
- 7位 頭木弘樹『食べることと出すこと』医学書院〈シリーズケアをひらく〉
- 8位 和山やま『カラオケ行こ!』KADOKAWA〈BEAM COMIX〉
- 9位 桐野夏生『日没』岩波書店
- 10位 野﨑まど『タイタン』講談社

#### 第19回 2022年
2021年12月24日に発表。
- 1位 逢坂冬馬『同志少女よ、敵を撃て』早川書房
- 2位 朝井リョウ『正欲』新潮社
- 3位 佐藤究『テスカトリポカ』KADOKAWA
- 4位 一穂ミチ『スモールワールズ』講談社
- 5位 西加奈子『夜が明ける』新潮社
- 6位 僕のマリ『常識のない喫茶店』柏書房
- 7位 ホリー・ジャクソン（英語版）『自由研究には向かない殺人』（服部京子訳）東京創元社〈創元推理文庫〉
- 8位 福井県立図書館『100万回死んだねこ 覚え違いタイトル集』講談社
- 9位 綾崎隼『死にたがりの君に贈る物語』ポプラ社
- 10位 井戸川射子『ここはとても速い川』講談社

#### 第20回 2023年
2022年12月23日に発表。
- 1位 凪良ゆう『汝、星のごとく』講談社
- 2位 一穂ミチ『光のとこにいてね』文藝春秋
- 3位 夕木春央『方舟』講談社
- 4位 年森瑛『N/A』文藝春秋
- 5位 クリス・ウィタカー（英語版）『われら闇より天を見る』（鈴木恵訳）早川書房
- 6位 アンディ・ウィアー『プロジェクト・ヘイル・メアリー』（小野田和子訳）早川書房
- 7位 エルヴェ・ル・テリエ『異常（アノマリー）』（加藤かおり訳）早川書房
- 8位 高瀬隼子『おいしいごはんが食べられますように』講談社
- 9位 永井みみ『ミシンと金魚』集英社
- 10位 高野秀行『語学の天才まで1億光年』集英社インターナショナル

### 第21回から第30回

#### 第21回 2024年
2023年12月15日に発表。
- 1位 宮島未奈『成瀬は天下を取りにいく』新潮社
- 2位 川上未映子『黄色い家』中央公論新社
- 3位 津村記久子『水車小屋のネネ』毎日新聞出版
- 4位 西加奈子『くもをさがす』河出書房新社
- 5位 杉井光『世界でいちばん透きとおった物語』新潮社〈新潮文庫nex〉
- 6位 小川哲『君が手にするはずだった黄金について』新潮社
- 7位 多崎礼『レーエンデ国物語』講談社
- 8位 背筋『近畿地方のある場所について』KADOKAWA
- 9位 町田康『口訳 古事記』講談社
- 10位 市川沙央『ハンチバック』文藝春秋

#### 第22回 2025年
2025年1月10日に発表。
- 1位 朝井リョウ『生殖記』小学館
- 2位 間宮改衣『ここはすべての夜明けまえ』早川書房
- 3位 野﨑まど『小説』講談社
- 4位 かまど／みくのしん『本を読んだことがない32歳がはじめて本を読む：走れメロス・一房の葡萄・杜子春・本棚』大和書房
- 5位 三宅香帆『なぜ働いていると本が読めなくなるのか』集英社〈集英社新書〉
- 6位 一穂ミチ『恋とか愛とかやさしさなら』小学館
- 7位 ハン・ガン『別れを告げない』（斎藤真理子訳）白水社〈エクス・リブリス〉
- 8位 平野紗季子『ショートケーキは背中から』新潮社
- 9位 三秋縋『さくらのまち』実業之日本社
- 10位 恩田陸『spring』筑摩書房